# Trastorno afectivo estacional
El trastorno afectivo estacional (Seasonal Affective Disorder SAD en inglés), depresión estacional, depresión invernal o tristeza en tiempo de invierno, es un trastorno del estado de ánimo caracterizado por la presencia de síntomas de depresión durante una cierta época del año, generalmente en invierno. Regularmente, los síntomas se manifiestan al final del otoño o principios del invierno y desaparecen durante el verano. Un tipo menos común ocurre durante el verano; comienza al final de la primavera o inicios del verano y desaparece durante el invierno.
El Manual Diagnóstico y Estadístico de los Trastornos Mentales lo define como una especificación de patrón estacional para el trastorno depresivo mayor que ocurre en una determinada época del año y es recidivante.
La prevalencia de la enfermedad es mayor en lugares con noches invernales de mayor duración. Se cree que el TAE es causado por la respuesta del cerebro a la disminución de la exposición a la luz natural con alteración del reloj circadiano, lo que provoca niveles bajos de serotonina y altos de melatonina, que son las encargadas de regular los ciclos de sueño y vigilia y el estado de ánimo.
En los casos de depresión de invierno, los síntomas más comunes son: cambios en el apetito, aumento de peso, fatiga, somnolencia (poco común en otros tipos de depresión), desesperación, irritabilidad, ansiedad y anhedonia. En la depresión de verano existe falta de apetito, pérdida de peso, insomnio, irritabilidad y ansiedad. Se ha comprobado que la exposición repetida a luces brillantes (como el caso de lámparas fluorescentes) es efectiva como tratamiento, probablemente por la implicación de la luz en la restauración de los niveles de serotonina.